# Anne Carson
Pour les articles homonymes, voir Carson.
Anne Carson (née à Toronto le 21 juin 1950) est une poétesse canadienne et une professeure d'histoire à l'université McGill de Montréal,.

## Biographie
Fille de banquier, Anne Carson grandit dans plusieurs petites villes canadiennes. Elle obtient un baccalauréat en arts en 1974, une maîtrise en arts en 1975 et un doctorat en 1981 à l'Université de Toronto. Elle passe également un an à étudier la métrique grecque et la critique textuelle grecque à l'Université de St Andrews.
Sa formation en civilisation et en histoire du monde antique, ainsi que ses connaissances des langues et des littératures classiques, lui permettent d'incorporer dans ses écrits, la poésie, des idées et des thèmes, des mythes et la philosophie de l'antiquité, surtout des mythes et de la philosophie grecs. Elle est l'autrice de plusieurs tomes qui mêlent la poésie, la prose et la non-fiction.
Le frère de Carson, Michael, arrêté pour trafic de drogue en 1978, fuit le Canada et elle ne le revoit jamais. Elle évoque sa disparition dans Water Margins: An Essay on Swimming by My Brother du Plainwater (1995), un ouvrage qui se présente comme une sorte de mémoire.
En 2020, elle remporte le Prix Princesse des Asturies de littérature.
En 2020, Luz María Bedoya sollicite Anne Carson, pour son projet Todos los faros de la costa peruana.
En août 2024, Carson révèle être diagnostiquée de maladie de Parkinson.

## Œuvres
- Eros the Bittersweet (1986)
- Short Talks (1992)
- Glass, Irony, and God (1995) Verre, Ironie et Dieu, traduit par Claire Malroux, Paris, José Corti, 2004
- Plainwater (1995)
- Autobiography of Red: A Novel in Verse (1998) Autobiographie du rouge, traduit par Vanasay Khamphommala, Paris, L'Arche, 2020 (ISBN 978-2-851-81993-2)
- Economy of the Unlost (1999)
- Men in the Off Hours (2000) (Griffin Poetry Prize (en))Les hommes à leurs heures perdues, traduit par Fabienne Durand-Bogaert, Paris, L'Arche, 2025 (ISBN 9782381980867)[6]
- The Beauty of the Husband (2001)
- Decreation (2005)
- Nox (2010)
- Antigonick (2012) Antigonick, traduit par Édouard Louis, Paris, L'Arche, 2019[7]
- Red Doc (2013) Rouge Doc, traduit par Vanasay Khamphommala, Paris, L'Arche, 2022
- Nay Rather (2013)
- The Albertine Workout (2014) Atelier Albertine : un personnage de Proust, traduit par Christophe Claro, Paris, Éditions du Seuil, coll. « Fiction & Cie », 2017, 48 p.  (ISBN 978-2-02-137589-3)
- Float (2016)
- Norma Jeane Baker of Troy (2019) Norma Jeane Baker de Troie, traduit par Édouard Louis, Paris, L'Arche, 2021
- The Trojan Women: A Comic (2021)
- H of H Playbook (2021)
- Wrong Norma (2024)[3]

## Traductions
- Electra (2001) - Électre de Sophocle
- If Not, Winter: Fragments of Sappho (2002)
- Grief Lessons (2006) - 4 tragédies d'Euripide
- An Oresteia (2009) - Orestie d'Euripide
- Iphigenia Among the Taurians (2014) - Iphigénie en Tauride d'Euripide
- Antigone (2015) - Antigone de Sophocle
- Bakkhai (2015) - Les Bacchantes d'Euripide

## Honneurs
- 1996 : Prix A.-M.-Klein
- 1998 : Prix A.-M.-Klein
- 2001 : Prix A.-M.-Klein
- 2001 : Prix T.S. Eliot, The Beauty of the Husband